# 竹田四郎
竹田 四郎（たけだ しろう、1918年1月20日 - 2009年1月29日）は、日本の政治家。日本社会党所属の参議院議員。

## 人物
静岡県生まれ。1942年に東京大学を卒業し、日本鋼管（現JFEスチール、JFEエンジニアリング）へ入社する。徴兵のため退職するが、終戦後、日本鋼管へ復職する。神奈川県議会議員となる。
1967年、神奈川県知事選挙に日本社会党公認で立候補するが小差で落選。
1968年に第8回参議院議員通常選挙の神奈川県選挙区で当選し、3期18年間、参議院議員を務めた。
2009年1月29日に洞不全症候群のため死去した。